# Mergus connectens
Mergus connectens är en utdöd fågel i familjen änder inom ordningen andfåglar. Den beskrevs 1972 utifrån fossila lämningar från mellersta pliocen funna i Tjeckien.